# Die Fleckenbühler

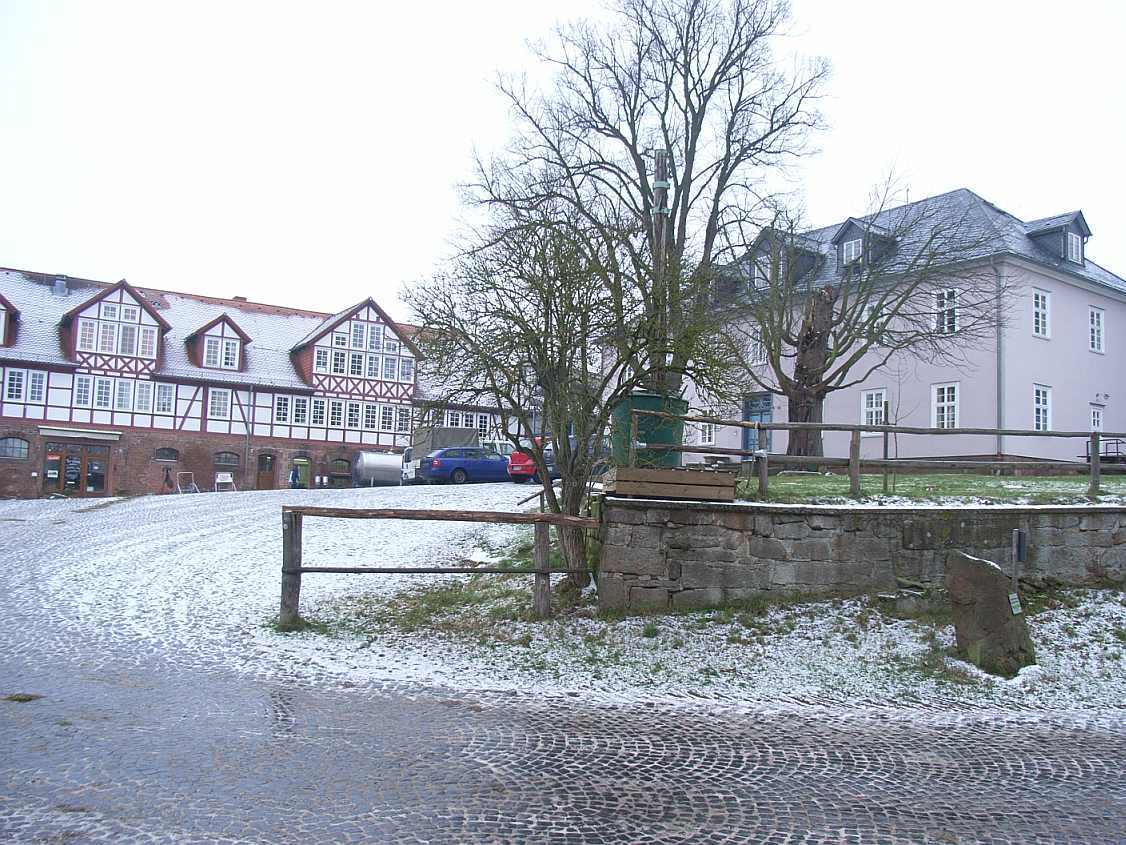
Hof Fleckenbühl in Cölbe

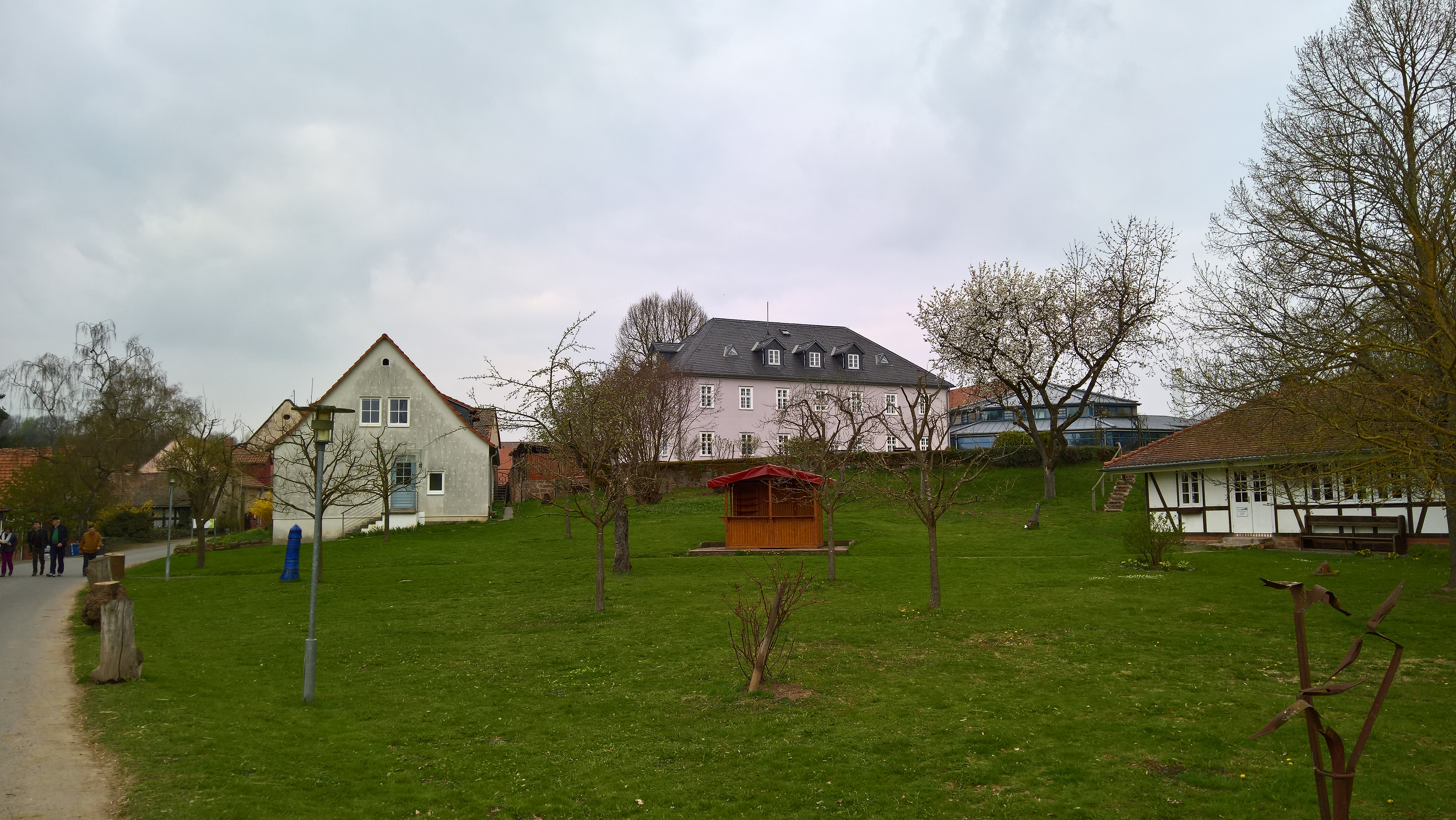
Zugangsseite

die Fleckenbühler e. V. ist eine Lebensgemeinschaft und Selbsthilfeorganisation von Menschen mit Suchtproblemen, die ohne Drogen, Alkohol, Tabak und Gewaltanwendung leben wollen. Organisationsform ist ein gemeinnütziger Verein. Er trägt das Spenden-Siegel des Deutschen Zentralinstituts für soziale Fragen.
Regelmäßig leben und arbeiten über 200 süchtige Männer, Frauen und deren Kinder aus ganz Deutschland an drei Standorten in Hessen zusammen: Auf dem Hof Fleckenbühl im Cölber Ortsteil Schönstadt bei Marburg, in Frankfurt am Main und in der Jugendhilfe Haus Leimbach in der Gemeinde Willingshausen.

## Arbeitsweise

### Konzeption und Drogenhilfe Sofort
Die Fleckenbühler arbeiten ohne angestelltes Fachpersonal, es gibt keine Therapeuten, Ärzte, Psychologen oder Sozialarbeiter. Als anerkannt gemeinnützige Selbsthilfe-Gemeinschaft werden Organisation und Verwaltung vollständig durch die Mitglieder selbst geleistet.
Bereits länger in der Gemeinschaft lebende Menschen helfen auf der Grundlage eigener Erfahrungen und durch Vorbildfunktion den Neuankömmlingen zur Abkehr von ihrer Sucht, zu Gemeinschaftsfähigkeit, zu Stabilität, sozialer und beruflicher Kompetenz und somit zu Selbstständigkeit.
Dieser Ansatz der Selbsthilfe geht davon aus, dass die Betroffenen selbstverantwortlich im Stande sind, sich die notwendigen Fähigkeiten und Kenntnisse anzueignen, um ein zufriedenes Leben zu führen, das heißt, dass Suchtprobleme eher als Lern- bzw. Kompetenzdefizite oder Fehlanpassungen aufgefasst werden. Deswegen ist die aktive freiwillige Teilnahme der Betroffenen an der Lösung ihrer Probleme Voraussetzung für den Aufenthalt in dieser Gemeinschaft.

### Aufnahmekriterien
Eine Aufnahme in die Gemeinschaft kann sofort und jederzeit nach einem persönlichen Gespräch erfolgen (Ausnahmen bei BtM-süchtigen Verurteilten, s. u.) Anmeldung oder eine Kostenzusage werden nicht benötigt, es gibt keine Warteliste. Die Aufenthaltsdauer ist grundsätzlich unbeschränkt – man kann so lange bleiben, wie man es selbst für richtig hält. Jährlich kommen etwa 600 Menschen aus dem gesamten Bundesgebiet zu den Fleckenbühlern.
Süchtige Eltern können ihre Kinder mitbringen. In einem eigenen Kindergarten in der Nähe von Hof Fleckenbühl werden die Kinder ganztägig betreut. Es ist die einzige staatlich anerkannte Kindertagesstätte in Deutschland, die von einer Suchthilfeeinrichtung betrieben wird.
Es gelten für alle Bewohner drei verbindliche Regeln:
1. Keine Drogen, Alkohol, Zigaretten, bewusstseinsverändernde Medikamente oder andere Suchtmittel
2. Keine Gewalt, keine Androhung von Gewalt
3. Kein Tabak, alle sind Nichtraucher

Ein Verstoß gegen eine dieser Grundregeln bedeutet den Ausschluss aus der Gemeinschaft. Ein Wiederkommen – außer bei Gewalt oder bei als Gewaltandrohung interpretierten Verhaltensweisen – nach 24 Stunden ist möglich. In den ersten sechs Monaten ist eine Kontaktpause einzuhalten, damit sich die Neuankömmlinge in ihrem neuen Lebensumfeld einleben können und Rückfälle verhindert werden. Nach drei Monaten kann man mit Angehörigen zunächst schriftlich in Kontakt treten. Verwandte können sich jederzeit nach dem Befinden erkundigen und erhalten Auskunft, wenn der Betroffene damit einverstanden ist.
Fleckenbühl ist nach dem Betäubungsmittelgesetz (§§ 35/36) als Drogentherapieeinrichtung anerkannt. Es besteht die Möglichkeit, anstatt eine Haftstrafe anzutreten, zu den Fleckenbühlern zu gehen und ein nüchternes Leben zu erlernen. Bei Haftgefangenen wird vom Prinzip der Soforthilfe auf Grund der rechtlichen Rahmenbedingungen abgewichen. In diesen Fällen muss eine schriftliche Bewerbung über die Drogenberatung erfolgen. Weiterhin muss der Sozialdienst des Gefängnisses eine Stellungnahme abgeben, die den Aufenthalt bei den Fleckenbühlern befürwortet.

### Lebensschule
In der Anfangsphase durchlaufen die Neuankömmlinge eine Grundausbildung („Bootcamp“ genannt, Bewohner werden durch entsprechende Kleidung kenntlich gemacht) von drei Monaten. Während dieser Zeit arbeiten sie in der Hauswirtschaft, lernen die Organisation von Fleckenbühl kennen, absolvieren Praktika in Arbeitsbereichen und üben eine Tagesstruktur ein. Danach wechseln sie in einen der Zweckbetriebe (Landwirtschaftlicher Demeter-Betrieb mit Bäckerei, Metzgerei, Buffetservice, Verkaufsläden und Umzugsunternehmen) oder Arbeitsbereiche im Haus (Wäscherei, Küche, Haustechnik, Verwaltung).
In nahezu allen Betrieben und Arbeitsfeldern können Qualifizierungen (auch mit HWK- oder IHK-Abschluss etc.) und Fortbildungen gemacht werden, die später ermöglichen, außerhalb der Gemeinschaft wieder eine Erwerbstätigkeit zu finden. Die Fleckenbühler vertreten die Auffassung, dass für die meisten Bewohner eine duale Ausbildung nicht möglich sei. Ausbildungen folgen dabei dem sogenannten „Fleckenbühler Weg“ in gemeinsamen Lerngruppen nach einem normalen Arbeitstag.
Neben Ausbildung und Qualifizierung ist das Gruppengespräch Teil der Suchtselbsthilfe, um zu einem dauerhaft abstinenten Leben hinzuführen. In den ersten sechs Monaten bekommen die Bewohner kein Gehalt. Danach wird ein kleines monatliches Gehalt gezahlt und beim Abschied bekommen die Bewohner vom Hof ein Startkapital von 400 Euro, das oft für einen kompletten Neuanfang mit eigener Wohnung reichen muss.

### Finanzierung
Fleckenbühl finanziert sich zu zirka 50 % aus den durch die Bewohner ganztags erwirtschafteten Einnahmen der Zweckbetriebe, außerdem durch Spenden (Sach- und Geldspenden) und Geldauflagen (Urteile), durch das Land Hessen in den ersten sechs Monaten (Eingangs- und Orientierungsphase) sowie Bürgergeld für weitere 18 Monate (Eingliederungsphase). Für das Jahr 2021 ergaben sich aus den Zweckbetrieben Einnahmen in Höhe von 3.108.177 €, aus den Zuwendungen aus öffentlicher Hand Einnahmen in Höhe von 3.297.231 € sowie rund 1.700.000 € sonstige Einnahmen. Den gesamten Einnahmen in Höhe von 8.317.238 € standen Ausgaben in gleicher Höhe gegenüber.

## Geschichte
Die Gründer von Fleckenbühl waren Gründungsmitglieder und langjährige Mitglieder von Synanon. Fleckenbühl steht also in der Tradition der Selbsthilfe, angefangen bei den Anonymen Alkoholikern, Synanon USA und den Therapeutischen Gemeinschaften, wie sie im gleichnamigen Buch von Lewis Yablonsky beschrieben wurden.
Hof Fleckenbühl wurde 1984 von der Selbsthilfe Synanon in Berlin übernommen, 1995 trennte sich Hof Fleckenbühl von Synanon, um sich als Suchthilfe Fleckenbühl e. V. selbstständig zu machen, seit 2009 tritt Fleckenbühl unter dem Namen die Fleckenbühler auf.
In der Eigendarstellung von Synanon wird die Ablösung von Hof Fleckenbühl 1995 mit folgenden Worten beschrieben: „Als Suchthilfe Fleckenbühl e. V. arbeitet das Gut nach Synanon-Regeln weiter. Mit der Abtrennung im Sinne einer Zellteilung beginnt in der über 20-jährigen Geschichte Synanons ein neuer Abschnitt. Die Muttergemeinschaft Synanon lässt eines ihrer erwachsen gewordenen Kinder in die Selbständigkeit und Eigenverantwortlichkeit ziehen im Vertrauen darauf, dass das erwachsene Kind seinen weiteren Weg nach den Grundsätzen Synanons gehen wird.“

### Hof Fleckenbühl
Der Hof Fleckenbühl bei Cölbe ist ein ehemaliger Gutshof der Stadt Kassel, früher Stammsitz des Adelsgeschlechts von Fleckenbühl. Die Wohnhäuser wurden ausgebaut und erweitert. 2001 richteten die Fleckenbühler im Nachbarort Ginseldorf einen Kindergarten ein, 2005 wurde der dortige städtische Kindergarten integriert. Der dem Demeter-Verband angeschlossene Hof bewirtschaftet über 250 Hektar nach biologisch-dynamischen Prinzipien. Die Produkte werden in einer eigenen Bäckerei, Metzgerei und Käserei verarbeitet und selbst vermarktet. Der Hof ist Mitglied im Netzwerk der Demonstrationsbetriebe Ökologischer Landbau und wird von Dagmar Feist geleitet.

### Haus Frankfurt
Das Haus in Frankfurt wurde im Jahr 2003 mit Unterstützung der Frankfurter Allgemeinen Zeitung, der Willi-Robert-Pitzer-Stiftung, der Software-AG-Stiftung, der Aktion Mensch und der Hessischen Landesregierung erworben und bezogen. Es befindet sich im Stadtteil Niederrad.

### Jugendhilfe Haus Leimbach
Die Jugendhilfe Haus Leimbach im hessischen Schwalm-Eder-Kreis wurde 2004 eröffnet – ein bundesweit einmaliges Konzept aus Selbsthilfe und Pädagogik, speziell ausgerichtet für die Bedürfnisse männlicher Jugendlicher. Die Aufnahmeindikation reicht von Dissozialität, Devianz bis hin zur Sucht und Suchtgefährdung. Außerdem führt die Fleckenbühler Jugendhilfe Untersuchungshaftverkürzungs- und Untersuchungshaftvermeidungsmaßnahmen nach dem Jugendgerichtsgesetz (JGG) durch.

## Kritik
Häufig ins Feld geführte Kritik bezieht sich auf das Sektenähnliche von Hof Fleckenbühl sowie das Fehlen professioneller Therapeuten. Explizit wird diese und weitere Kritik, etwa den Umgang mit Privateigentum betreffend, in der Fachliteratur und von ehemaligen Bewohnern an Synanon geübt. Gleichzeitig wird aber auch auf eine erstaunlich hohe Erfolgsquote von Synanon verwiesen und dass die sofortige unbürokratische Hilfe eine wichtige Ergänzung zum ansonsten hochschwelligen stationären Hilfsbereich darstellt.
Als Reaktion auch auf Forderungen der Behörden wurden in den letzten Jahren mehrere der langjährigen Betreuer zu pädagogischen Fachkräften (Erziehern) ausgebildet und es wurden externe Fachkräfte angestellt.